# Joaquín Sorolla
Joaquin Sorolla y Bastida (født 27. februar 1863 i Valencia, død 10. august 1923 i Cercedilla) var en spansk maler.
Et af Sorollas første større arbejder var en scene fra krigen 1808; senere levede han en tid i Rom og udførte her Christi Begravelse. Med begyndelsen af 1890’erne slog hans kunst igennem; hans Margrete gjorde stor lykke i Chicago 1892; i Paris fik han senere grand prix for en uhyggelig levende skildring af syge badende børn. Andre værker Druehøst, Et eksperiment (i et laboratorium), Segovianere, Til søs, Sejlet sys etc. — en frisk og livfuld kunst, ofte med strålende solskin og spillende lys. Han var påvirket af Jules Bastien-Lepages kunst, søgte også tilbage til nationale kilder så som Goya og Diego Velázquez, og blev føreren, også befrugtet af fransk impressionisme, for den naturalistiske spanske skole. På den internationale kunstudstilling i København 1897 sås Sovende dreng i båden.

## Galleri
- Joaquin Sorolla: Valencianske fiskere, 1895, privat eje
- Joaquin Sorolla: Portræt af Luis Simarro  ved mikroskopet, 1897, Sorolla Museum
- Joaquin Sorolla: Eksperimentet, 1897, Sorolla Museum
- Joaquin Sorolla: Promonade på stranden, 1909, Sorolla Museum
- Joaquin Sorolla: Drenge på stranden, 1910, Pradomuseet